# Ilaria Bianco
Ilaria Bianco (ur. 29 maja 1980 w Pizie) – włoska szablistka, wielokrotna medalistka mistrzostw świata i Europy.
W 2000 roku zdobyła złoto drużynowo i brąz indywidualnie na mistrzostwach świata juniorów w South Bend.
Podczas mistrzostw świata w Seulu w 1999 roku wywalczyła srebrny medal w turnieju indywidualnym, w finale przegrywając z reprezentującą Azerbejdżan Jeleną Żemajewą. Srebrne medale zdobywała również na mistrzostwach świata w Budapeszcie w 2000 roku (ponownie przegrywając z Żemajewą) oraz mistrzostwach świata w Nîmes w 2001 roku (przegrywając z Francuzką Anne-Lise Touyą). Następnie zdobyła indywidualnie brązowy medal na mistrzostwach świata w Lipsku w 2005 roku, plasując się za Touyą i Rosjanką Sofją Wieliką. Ponadto zdobywała złote brązowe medale na MŚ 1999 i MŚ 2003 oraz srebrny na MŚ 2000.
Wystartowała na igrzyskach olimpijskich w Pekinie w 2008 roku, zajmując jedenaste miejsce w turnieju indywidualnym. Na rozgrywanych osiem lat później igrzyskach olimpijskich w Rio de Janeiro była czwarta w zawodach drużynowych.
Czternastokrotnie zdobywała medale mistrzostw Europy, w tym złote: indywidualnie na mistrzostwach Europy w Bourges w 2003 roku oraz drużynowo na mistrzostwach Europy w Sheffield w 2011 roku.
Zdobyła również brązowy medal igrzysk śródziemnomorskich w Pescarze (2009).